# Psychotria villicarpa
Espèce
Psychotria villicarpa O.Lachenaud est une espèce de plantes de la famille des Rubiaceae, du genre Psychotria,. 
Deux sous-taxons lui sont connus : 
- Psychotria villicarpa O.Lachenaud subsp. sessilis O.Lachenaud
- Psychotria villicarpa O.Lachenaud subsp. villicarpa

Psychotria villicarpa O.Lachenaud subsp. sessilis O.Lachenaud est un arbuste de 60 à 80 cm de haut, avec des fruits verts, natif du Cameroun. C’est une plante observée dans la région du Sud, notamment dans le massif de Ngovayang et le village de Atog-Boga à une altitude de 590 m. 